# Robert Giffen

Economic inquiries and studies, 1904

Sir Robert Giffen (Strathaven, 22 luglio 1837 – Fort Augustus, 12 aprile 1910) è stato un economista e statistico scozzese.

## Economia
Fu un sostenitore del sistema aureo. Dal 1882 al 1884 fu presidente della Statistical Society. Fu molto seguita la conferenza di Robert Giffen sull'accumulazione di capitale nel Regno Unito ("Recent accumulation of capital in the United Kingdom"), tenuta il 15 gennaio 1878 alla Statistical Society e stampata sul londinese "Journal of the Statistical Society", nel marzo 1878.
Fu collaboratore di numerosi giornali, tra cui l'Economist e il Times.  Da assistente segretario nel 1882, dopo un decennio divenne Controller-general, cioè Soprintendente Generale del dipartimento statistico del Board of Trade (Ministero del Commercio) nel 1892, ritirandosi nel 1897, in piena epoca vittoriana.
Per la sua opera "The Case against Bimetallism", nel 1892 fu nominato Membro della Royal Society.
Il suo nome è legato al "paradosso di Giffen" (da altri denominato con l'espressione "effetto Giffen") e al concetto dei beni di Giffen.

## Opere
- Essays on Finance (1879 and 1884)
- The Progress of the Working Classes (1884)
- The Growth of Capital (1890) (La crescita del capitale)
- The Case against Bimetallism (1892) (Contro il bimetallismo)
- Economic Inquiries and Studies (1904)

### Edizioni
- (EN) Robert Giffen, Essays in finance, London, Bell & Sons, 1886. URL consultato il 23 giugno 2015.

- (EN) Robert Giffen, Economic inquiries and studies. 1, London, Bell & Sons, 1904. URL consultato il 23 giugno 2015.

- (EN) Robert Giffen, Economic inquiries and studies. 2, London, Bell & Sons, 1904. URL consultato il 23 giugno 2015.